# Pterolophia concreta
Pterolophia concreta är en skalbaggsart som först beskrevs av Francis Polkinghorne Pascoe 1865.  Pterolophia concreta ingår i släktet Pterolophia och familjen långhorningar.
Artens utbredningsområde är Sulawesi. Inga underarter finns listade i Catalogue of Life.